# قرار مجلس الأمن التابع للأمم المتحدة رقم 88
قرار مجلس الأمن التابع للأمم المتحدة رقم 88، الصادر في 8 نوفمبر 1950، طبقاً للمادة 39 من النظام الداخلي المؤقت، استدعى ممثلاً عن جمهورية الصين الشعبية ليحضر أثناء مناقشة المجلس للتقرير الخاص لقيادة الأمم المتحدة في كوريا.
اعتمد القرار بأغلبية ثمانية أصوات مقابل صوتين ضد (جمهورية الصين، كوبا) وامتناع عضو واحد عن التصويت عن المملكة المصرية.